# Cicloturisme

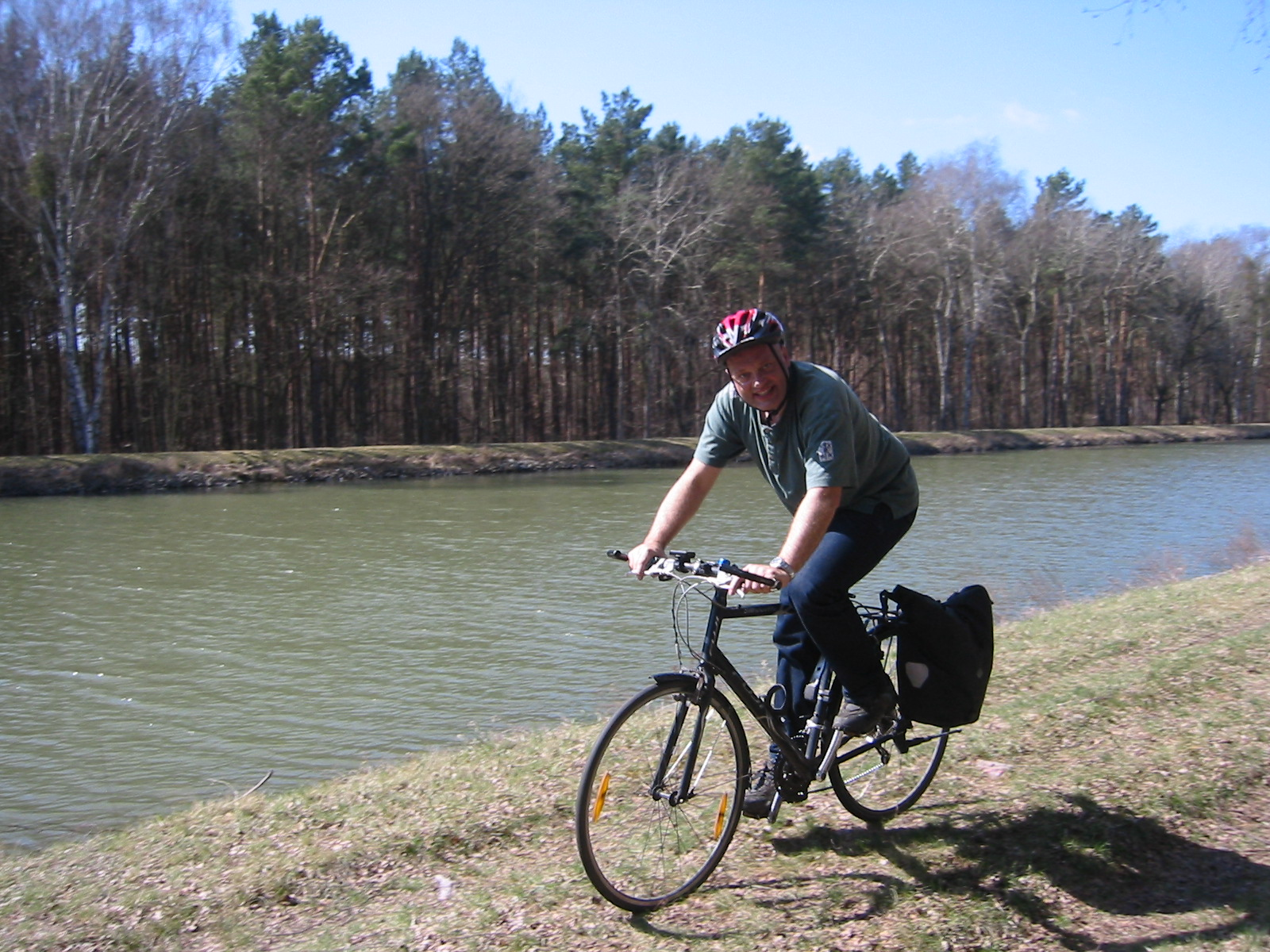
Cicloturista

El cicloturisme és una activitat que combina l'activitat física i el turisme. Consisteix a viatjar en bicicleta visitant els llocs que es van trobant al llarg del recorergut. Es fa per plaer i no per competició, de manera que no es pot arribar a denominar pràctica esportiva.
Es poden fer viatges de qualsevol durada, tant d'un dia com de diverses setmanes, mesos o anys. Una persona en una raonable forma física i amb una bicicleta carregada d'equipatge, pot fer entre 50 i 150 km per dia, depenent del tipus de terreny, cosa que permet cobrir distàncies considerables en pocs dies.
Per a viatges de diversos dies hi ha dues alternatives bàsiques: anar amb vehicle de suport o ser autosuficient. Aquesta última modalitat, a més, admet dues variants: dur tot el necessari per a dormir i menjar (tenda de campanya, sac de dormir, útils de cuina, etc.) fer vivac o allotjar-se en hotels/hostals i menjar en restaurants ("cicloturisme de targeta de crèdit").
Hi ha empreses que organitzen viatges amb bicicleta i que solen dur una furgoneta de suport en la qual viatja l'equipatge, a més de portar eines i recanvis per a solucionar qualsevol avaria o poder actuar de "granera" arreplegant els que no aguanten el ritme o es lesionen.
En algunes grans ciutats, com la ciutat de Mèxic, és tradicional que els ciclistes es reunisquen per a efectuar passejos en grup. D'aquesta manera el cicloturista té el suport i companyia dels altres membres i això fa més segur i agradable el viatge.

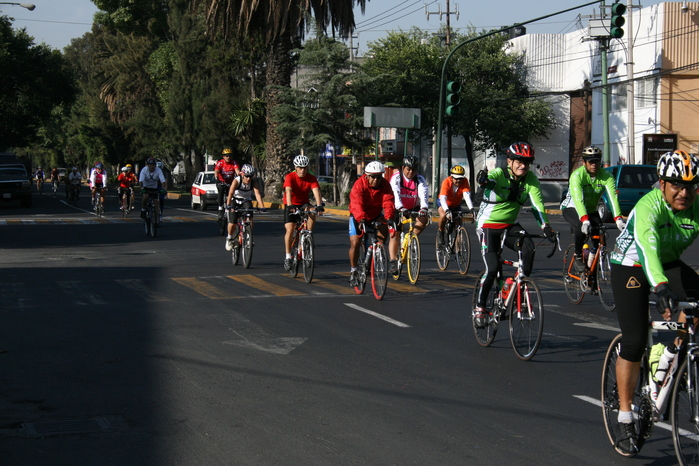
Grup de cicloturistes

En alguns països hi ha autèntiques xarxes de vies per a bicicletes, i hi ha una iniciativa per a fer grans rutes ciclistes per Europa: EuroVelo

## Característiques especials
Parts de la bicicleta de cicloturisme: 
- Quadre: Pot estar fabricat des de crom a un alumini de bon aliatge. Hem de procurar que resistisca un major pes si viatgem amb alforges, perquè açò implica un pes addicional.
- Forquilla: Si bé en el cicloturisme "europeu" o purament de carretera ens convindria pensar a estalviar un poc de pes amb una bicicleta 100% rígida, per al cicloturista de muntanya, a causa de la seua geografia, tenir una forquilla amb suspensió amb un recorregut moderat entre 40 i 80 mm farà que el nostre viatge per senders o camins de pedra siga molt més agradable.
- Rodes: En aquest cas no podem privar-nos d'unes bones rodes, unes llantes de doble altura i uns bons radis. Sobretot al viatjar amb alforges, el pes en la roda del darrere és considerablement major.
- Pneumàtics: Resistents, segons el tipus d'activitat que pensem realitzar; recomanat el davanter direccional i traccional el darrere.
- Grup: Ací la recomanació és una mica de bona qualitat sense un preu alt. Si pensem en el cicloturisme pensem a viatjar a diferents llocs, molts d'ells allunyats de qualsevol taller de bicicletes. Hem de pensar llavors a tenir un conjunt mecànic que puga reparar-se i ajustar-se fàcilment en el cas que trenquem la cadena o el canvi de marxes.
- Frens: Un bon V-Brake és molt recomanable, per la regulació i per la possibilitat de reparar-lo i reemplaçar en cas que falle. De totes maneres no s'ha d'oblidar que han de "frenar" i frenar amb pes addicional, ja que ens cal molta seguretat en la frenada.
- Manillar Es recomana un manillar de doble altura i amb una tija alta, per portar l'esquena recta i fer llargues hores de viatge i contemplació de la naturalesa.
- Selló: La recomanació és la comoditat, segons gustos. Pot ser un selló enorme i amb ressorts propis, també un selló prim i dur; és cosa de gustos i costums.
- Pedals: Hem de portar bons pedals, amples i amb calçapeus de corretja i segons gustos i costums amb fixacions automàtiques, ja que augmenten el rendiment.
- Portaequipatge: N'hi ha per al darrere i davanters, d'acer i alumini. Recomanació: acer i robust; les costoses graelles d'alumini no suporten gaire pes i, a més, en cas de soltar-se serà molt difícil reparar-les o trobar un soldador d'alumini.
- Alforges: Impermeables o resistents a l'aigua, que siguen fàcils de subjectar al portaequipatges i d'accés ràpid a l'interior.
- Bossa davantera: És un dels nostres millors companys en la ruta, ja que hi podem dur la càmera de fotos, les barres de cereal, xocolates, etc., i també alguns elements de mecànica i primers auxilis, mapes, etc.
- Pota de cabra: Molt útil al moment de viatjar i detenir-se. Recomanada resistent i d'acer.